# Geometria simplettica
La geometria simplettica è la branca della geometria differenziale e della topologia differenziale che studia le varietà simplettiche, cioè varietà differenziabili equipaggiate con una 2-forma chiusa non degenere.
Ha le sue origini nella meccanica hamiltoniana, in cui lo spazio delle fasi di certi sistemi prende la struttura di varietà simplettica.
Il termine "simplettica" è stato coniato da Hermann Weyl, traducendolo dal greco συμπλεκτικός, come calco di "complessa", con cui il termine condivide lo stesso suffisso indo-europeo -plek. Il nome è stato scelto anche per sottolineare le profonde connessioni tra strutture simplettiche e strutture complesse.